# La fede e le sue immagini
La fede e le sue immagini è un saggio per l'infanzia del sacerdote cattolico e teologo Luigi Giussani, illustrato dalla pittrice Marina Molino.

## Storia editoriale
La fede e le sue immagini è il secondo libro illustrato per l'infanzia pubblicato da Jaca Book con i commenti di don Giussani. Le illustrazioni, come nel primo libro intitolato Pregare, pubblicato sempre nel 1984, sono di Marina Molino, figlia dell'illustratore Walter Molino.
Anche in questo libro ad alcuni passi della Bibbia, dell'Antico e del Nuovo Testamento, è affiancato il commento di Giussani che spiega ai bambini i principali segni che hanno accompagnato la storia del popolo ebraico e poi di quello della Chiesa. Dai segni dell'alleanza tra Dio e il popolo di Abramo, attraverso i segni del cristianesimo come il "buon pastore", il "pane", l'"agnello", la "croce", i "pesci", ecc., i segni riferiti allo Spirto Santo, come la "colomba", l'"acqua", l'"olio", il "fuoco", fino alla simbologia riferita alla Chiesa come l'"arca", la "vigna" , il "campo", la "madre" e la "città santa".

## Edizioni
- Luigi Giussani, La fede e le sue immagini, illustrazioni di Marina Molino, 1ª ed., Milano, Jaca Book, novembre 1984,  p. 48, ISBN 88-16-57021-0.